# コルト・スタジアム
コルト・スタジアム（Colt Stadium）は、アメリカ合衆国テキサス州ヒューストンにかつて存在した野球場。MLB球団のヒューストン・コルト45's（現在のヒューストン・アストロズ）が1962年から1964年までの3年間、本拠地として使用していた。
1962年のエクスパンションによって創設されたヒューストン・コルト45'sは、夏季が高温多湿なヒューストンで観客動員数を採算ラインに乗せるために必須となる屋内球場の建設に同年から取り掛かった。新球場完成まで使用する球場として、前年の1961年に解散したMiLB球団のヒューストン・バッファローズが本拠地として使用していた、収容人員14,000人のバッファロー・スタジアムのスタンドを増設するという手もあったが、屋内球場建設予定地の北隣に仮設の屋外球場を新設することとなり、収容人員33,000人のコルト・スタジアムが開場した。
夏季は高温多湿に加えて、蚊の大量発生にも悩まされた。1試合で100人以上が医務室に運ばれたことや、ビールよりも虫除けスプレーが売れたこともあった。
1964年9月22日にサンフランシスコ・ジャイアンツの村上雅則が当球場で初セーブを挙げた。
1965年に完成した世界初のドーム球場はアストロドームと命名され、チーム愛称もアストロズと改称された。役目を終えたコルト・スタジアムは、その後しばらく練習場や資材置き場に使われていたが、1960年代後半にリーガ・メヒカーナ・デ・ベイスボルの球団に10万ドルで売却され、メキシコのドゥランゴ州ゴメス・パラシオに移設された。跡地はアストロドームの駐車場になった。